# Tepatepec
Tepatepec är en ort i Mexiko.   Den ligger i kommunen Francisco I. Madero och delstaten Hidalgo, i den sydöstra delen av landet, 90 km norr om huvudstaden Mexico City. Tepatepec ligger 1 982 meter över havet och antalet invånare är 10 032.
Terrängen runt Tepatepec är varierad. Runt Tepatepec är det ganska tätbefolkat, med 78 invånare per kvadratkilometer. Närmaste större samhälle är San Salvador, 9,0 km nordost om Tepatepec. Omgivningarna runt Tepatepec är i huvudsak ett öppet busklandskap.